# Montfaucon-Montigné
Montfaucon-Montigné ist eine Commune déléguée in der französischen Gemeinde Sèvremoine mit 2.338 Einwohnern (Stand 1. Januar 2022) im Département Maine-et-Loire in der Region Pays de la Loire. Die Einwohner werden Montois genannt.

## Geografie
Montfaucon-Montigné liegt etwa 19 Kilometer westnordwestlich von Cholet in der Landschaft Mauges am Fluss Moine.
Die Verkehrserschließung erfolgt durch die frühere Route nationale 762 (heutige D762).

## Geschichte
Am 29. Februar 2000 wurde die ehemalige Gemeinde aus den bis dahin eigenständigen Kommunen Montfaucon-sur-Moine und Montigné-sur-Moine gegründet.
Mit Wirkung vom 15. Dezember 2015 wurden die Gemeinden Le Longeron, Montfaucon-Montigné, La Renaudière, Roussay, Saint-André-de-la-Marche, Saint-Crespin-sur-Moine, Saint-Germain-sur-Moine, Saint-Macaire-en-Mauges, Tillières sowie Torfou mit dem Namen Sèvremoine zusammengelegt. Die Gemeinde Montfaucon-Montigné gehörte zum Arrondissement Cholet sowie zum Kanton Saint-Macaire-en-Mauges.

## Bevölkerungsentwicklung
| Jahr                                                                        | 1962  | 1968  | 1975  | 1982  | 1990  | 1999  | 2006  | 2012  |
| Einwohner                                                                   | 2.009 | 2.010 | 1.814 | 1.790 | 1.808 | 1.722 | 1.745 | 2.062 |
| Quelle: Cassini und INSEE (bis einschl. 1999 Addition beider Gemeindeteile) |       |       |       |       |       |       |       |       |

## Sehenswürdigkeiten
- Kirche Saint-Jacques in Montfaucon aus dem 13. Jahrhundert, umgebaut im 18. Jahrhundert
- Kirche Saint-Martin in Montigné
- Kapelle Saint-Jean in Montfaucon, im 12. Jahrhundert erbaut, Umbauten aus dem 15. und 17. Jahrhundert, Monument historique seit 1973
- Kapellen Le Pâs, L’Humeau und Notre-Dame (La Tulévrière) in Montigné
- Wallburg (Motte) in Montfaucon
- Waschhäuser
- Windmühlen in Les Grand Jardins, seit 1976 Monument historique

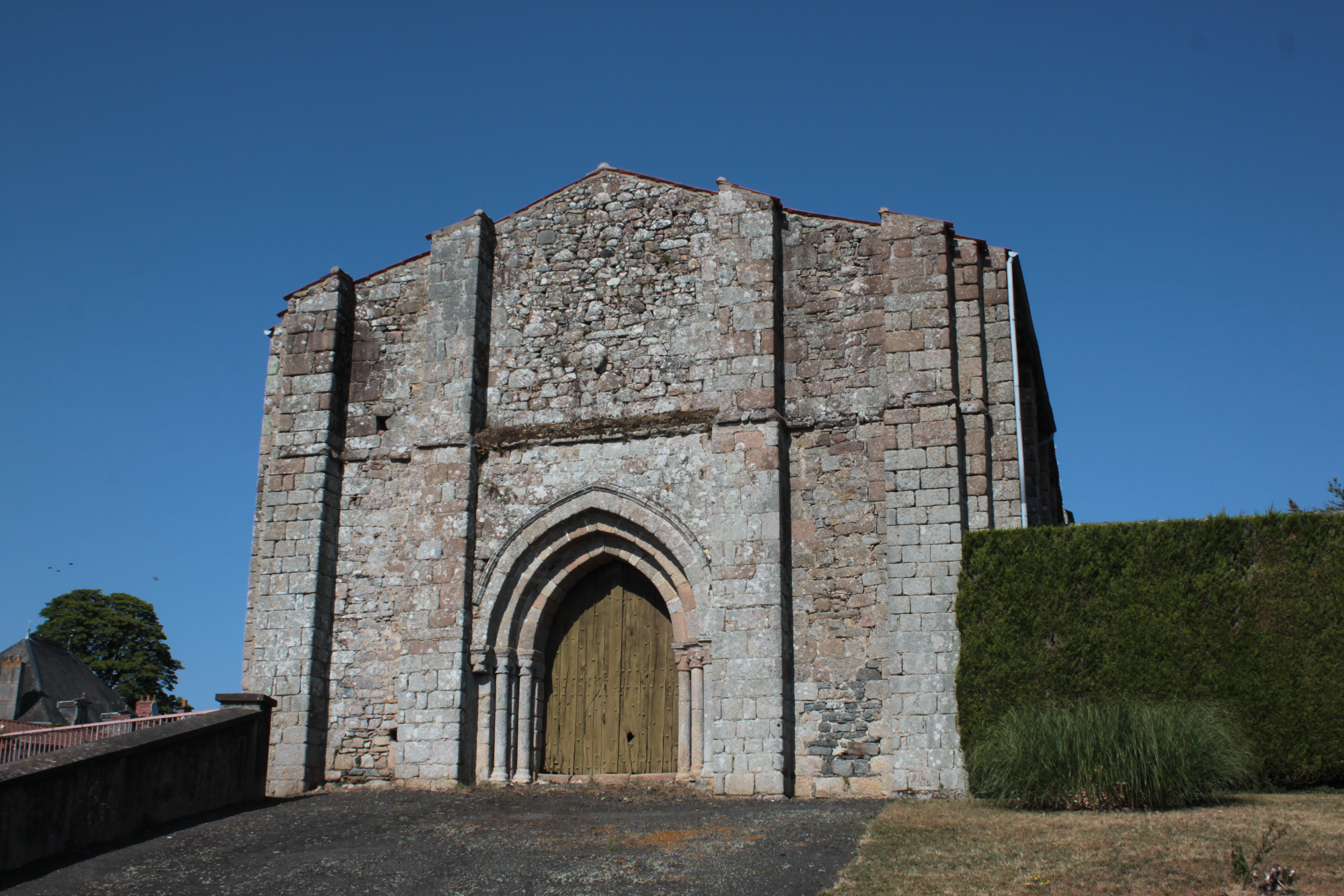
Kapelle Saint-Jean
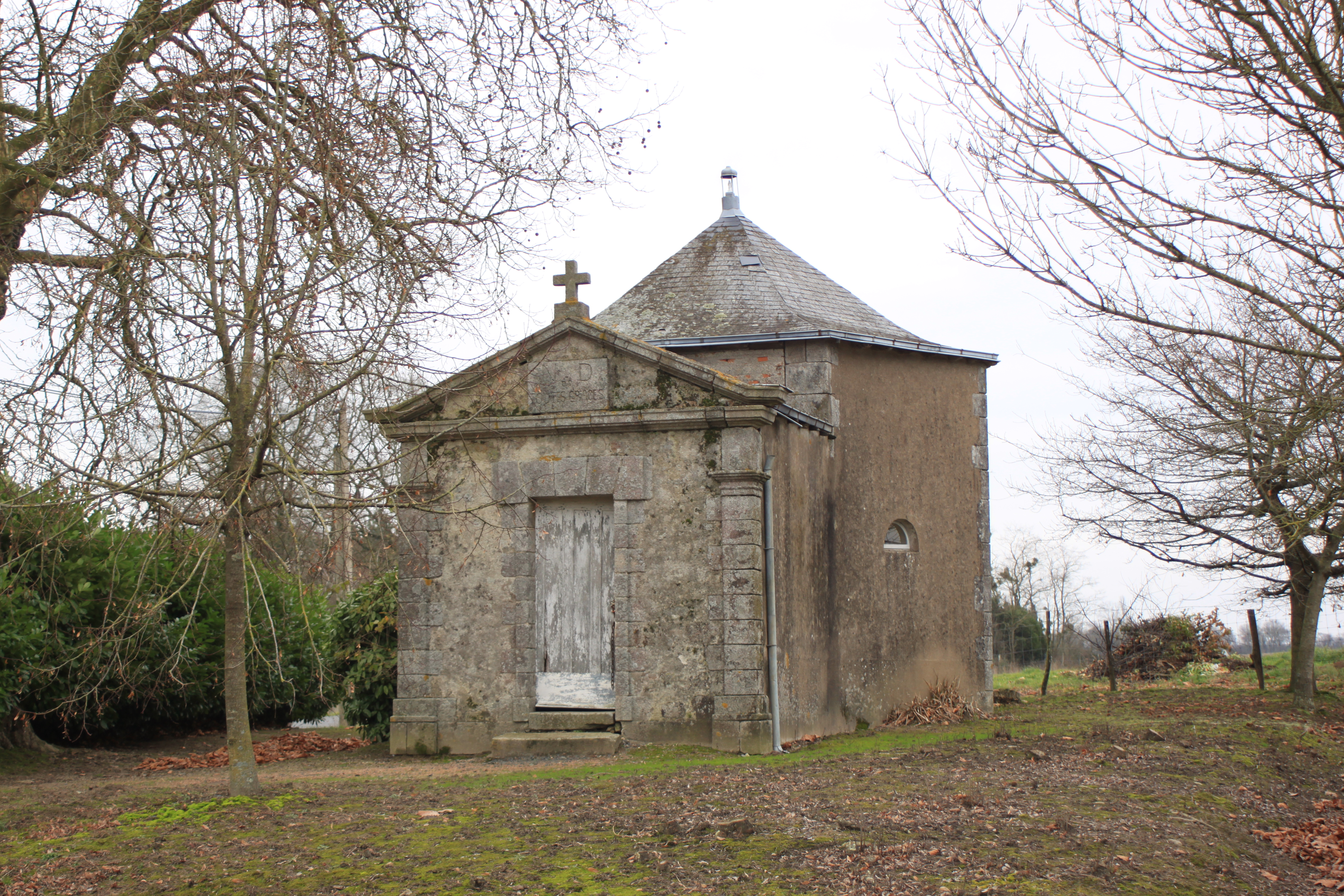
Kapelle Notre-Dame (La Tulévrière)